# Dialogflow
 Dialogflow （前身為Speaktoit的Api.ai）是一項屬於Google的開發工具，提供基於自然語言對話的人機互動技術。 

### Speaktoit時期

#### 「Assistant」
該公司在收購前，以「Assistant」（隸屬Speaktoit）而聞名，該助手是運行於Android、iOS和Windows Phone 智慧型手機的虛擬助手，可以執行任務並以自然語言回答用戶的問題。 Speaktoit還創建了一種自然語言處理引擎，該引擎結合了對話上下文（如對話歷史記錄，位置和用戶偏好）使對話不會出現中斷。 
2012年5月，Speaktoit收到了Intel Capital的一輪風險投資（資金條款未披露）。  2014年7月，Speaktoit結束了由Motorola Solutions Venture Capital領導的B輪融資，新投資者Plug and Play Ventures和現有支持者Intel Capital和Alpine Technology Fund參與了此次融資。 

#### 發布 api.ai
2014年9月，Speaktoit面向第三方開發人員發布「api.ai」（為「Assistant」背後的語音處理引擎），允許開發者在Android ， iOS ， HTML5和Cordova的應用程式中添加語音界面。   這個SDK包含語音識別、自然语言理解和文本到語音轉換。api.ai提供了一個Web界面来建構和測試對話流程。 
該平台基於Speaktoit為其助手應用程序構建的自然語言處理引擎。Api.ai允許物联网開發人員在其產品中接入該自然語言界面 。Assistant和Speaktoit的網站现在重新定向到api.ai的網站（页面存档备份，存于） ，而現在，這個網站（页面存档备份，存于）亦被重新定向到Dialogflow 網站（页面存档备份，存于） 。 

### Google收購
Google在2016年9月收購了該公司，最初被稱作「Api.ai」。

它面向開發人員提供構建基於Google Assistant 虚拟助手的第三方應用程式（「動作 」）。 

 在2017年10月10日被更名為Dialogflow。 
這間公司在2016年12月15日中止它的「Assistant」（屬於Speaktoit）應用程式。 

### 現今
目前，市面上有大量的裝置及服務使用以Dialogflow建構的語音與對話介面，

包括 智慧型手機、穿戴式裝置、汽車、智慧音箱和其他智能設備。 
同時它可以輕易地與14種不同的平台整合，亦支援語音通話服務的接入。

#### 支援語言
它目前支援14種以上語言的，包括：

粵語、簡體中文、繁體中文、丹麥文、荷蘭文、英語、法語、德語、印地語、印度尼西亞、義大利文、日文、韓語、挪威文、波蘭語、葡萄牙語、俄語、西班牙語、瑞典語、泰語、土耳其語、烏克蘭語等。

#### 支援平台
Dialogflow支援市面上大多數通訊軟體的對話機器人。

例如：
- Google Assistant
- Hangouts Chat
- Facebook Messenger
- LINE
- Slack
- Telegram

#### 分析工具
可以測量用戶參與度或會話指標，

例如使用模式、延遲問題等。

## 進一步參閱
- Brandon, John. . Laptop Magazine. June 1, 2013  [February 17, 2017]. （原始内容存档于2020-04-07）.
- Hopkins, Brent W. . PC Advisor. April 3, 2012  [February 17, 2017]. （原始内容存档于2017-02-17）.
- Warman, Matt. . The Telegraph. October 13, 2011  [February 17, 2017]. （原始内容存档于2020-04-07）.
- . Tom's Guide. January 28, 2013  [February 17, 2017]. （原始内容存档于2020-04-07）.

## 外部連結
- 官方网站